# How to Get Away with Murder
How to Get Away with Murder (Cómo defender a un asesino en España y Lecciones del crimen en Hispanoamérica ) es una serie televisiva estadounidense de drama legal creada por Peter Nowalk y producida por Shonda Rhimes para la cadena ABC, estrenada el 25 de septiembre de 2014.
Viola Davis interpreta a Annalise Keating, una profesora de derecho en una prestigiosa universidad de Filadelfia que, con cinco de sus estudiantes, se enreda en un complot de asesinato. La serie presenta un elenco conjunto con Alfred Enoch, Jack Falahee, Aja Naomi King, Matt McGorry y Karla Souza como los estudiantes de Keating, Charlie Weber y Liza Weil como sus asociados, y Billy Brown como un detective del Departamento de Policía de Filadelfia, que es el amante de Annalise. A partir de la tercera temporada, Conrad Ricamora fue ascendido al reparto principal después de recurrir fuertemente en las dos primeras temporadas. A partir la quinta temporada se unen al reparto: Amirah Vann como Tegan Price (después de recurrir en la cuarta temporada) y Rome Flynn como Gabriel Maddox. Katie Findlay y Timothy Hutton forman parte del elenco principal durante la primera y la quinta temporada respectivamente.
Por su interpretación, Davis recibió críticas positivas; se convirtió en la primera mujer negra en ganar el Premio Primetime Emmy a la Mejor Actriz Principal en una Serie de Drama, también ganó dos Premios del Screen Actors Guild Awards por la Mejor Actuación de una Actriz en una Serie de Drama, y el NAACP Image Awards a la Mejor Actriz en un Drama Serie. Davis también recibió nominaciones de los Golden Globe Awards a la Mejor Actriz en una Serie de Televisión, los Critics' Choice Awards a la Mejor Actriz en una Serie de Drama, y la Asociación de Críticos de Televisión en los Premios TCA por Logro Individual en Drama. Otros miembros del reparto también han recibido reconocimiento por sus actuaciones, con Enoch y King nominados por la NAACP como Mejor actor de reparto en una serie dramática y Mejor actriz de reparto en una serie dramática en los Premios GLAAD.
La quinta temporada se estrenó el 27 de septiembre de 2018, y finalizó el 28 de febrero de 2019. En mayo de 2019, ABC renovó la serie por una sexta temporada que se estrenó el 26 de septiembre de 2019. En julio de 2019, fue anunciado que la sexta sería la última temporada de la serie, El último capítulo de esta aireó el 14 de mayo de 2020.

## Argumento

### Temporada 1 (2014–15)
La serie se centra en Annalise Keating (Viola Davis), una brillante profesora de Derecho penal en una prestigiosa universidad en Filadelfia, Pensilvania, cuyos alumnos se verán obligados a aplicar sus enseñanzas en la vida real cuando sean seleccionados para ayudarla en un caso de asesinato.
Existen dos tramas, por un lado aquella que hila toda la serie y que se inicia con la muerte accidental y posterior homicidio del esposo de la profesora Keating, Sam (Tom Verica), sospechoso del asesinato de una estudiante de la Universidad, en la que se ven envueltos los alumnos becarios de Keating de una manera progresiva y envolvente; y las subtramas que van jalonando cada capítulo y que alimentan a la trama principal.

### Temporada 2 (2015–16)
Los primeros nueve episodios se centran en la defensa de Caleb y Catherine Hapstall, caso a cargo de Annalise , quienes son acusados de torturar y asesinar a sus padres adoptivos. Mientras tanto, Wes forma equipo con el hermano adoptivo de Rebecca para intentar encontrarla. Connor lucha con su relación con Oliver, mientras Asher trabaja con la asistente del fiscal de distrito, Emily Sinclair, para proteger sus secretos. En el final de mitad de temporada, Sinclair es asesinada por Asher, y Annalise ayuda a encubrirlo, a costa de que Wes le dispare en el estómago.
La segunda parte de la temporada se centra en la investigación de Wes sobre el suicidio de su madre diez años antes; los flashbacks revelan la participación de Annalise en el suicidio de la madre de Wes. La temporada termina cuando Annalise descubre que Frank fue responsable del accidente automovilístico que mató a su bebé y Annalise lo despide. Michaela y Asher se hacen novios, y Wes se reúne con su padre biológico justo antes de que este último sea asesinado a tiros por un tirador desconocido.

### Temporada 3 (2016–17)
A raíz de la muerte de Wallace Mahoney, los cinco estudiantes intentan seguir adelante. Surge un nuevo misterio en torno al incendio de la casa de Annalise y quién fue encontrado muerto en su interior. Los acontecimientos previos implican que Annalise inicie una clínica jurídica gratuita y luche contra el alcoholismo. Oliver comienza a trabajar para Annalise y deja a Connor cuando se disgusta consigo mismo por rechazar la aceptación de Connor en Stanford. La relación romántica de Michaela y Asher comienza a progresar, al igual que la de Wes y Laurel, y Frank comienza a trabajar para expiar sobre la muerte del hijo de Annalise. Al final, se revela que fue Wes quien murió y que fue asesinado antes del incendio. Annalise es arrestada por la muerte de Wes. Frank intenta ayudar a Annalise confesando haber matado a Wes. Se revela además que la muerte de Wes fue encargada por el padre de Laurel, quien desaprobaba su relación.

### Temporada 4 (2017–18)
En la cuarta temporada, Annalise trabaja con un terapeuta, el Dr. Isaac Roa, para ayudar a recuperarse del alcoholismo. Inicialmente corta los lazos con Bonnie (quien se muda a la oficina del fiscal del distrito como asistente del fiscal de distrito que depende del fiscal de distrito Todd Denver) y los pasantes, consigue que una mujer con un largo historial de antecedentes sea liberada de la cárcel y luego se compromete con una importante demanda colectiva contra el estado por errores judiciales causados por una oficina de defensoría pública con fondos insuficientes. Laurel deduce que su padre, Jorge Castillo, es responsable del asesinato de Wes y trama un plan para robar pruebas incriminatorias de su bufete de abogados con la ayuda de Michaela, Oliver, Frank y Asher. Durante el robo de datos, su compañero de clase, Simon (Behzad Dabu) se dispara accidentalmente con el arma de Laurel, lo que lleva al arresto de Asher, y Laurel sufre un parto prematuro después de ser golpeada accidentalmente por Frank. Annalise salva con éxito al bebé. Sin embargo, Jorge reclama la custodia de su nieto presentando ante un juez pruebas de las adicciones pasadas y el historial de enfermedades mentales de Laurel. La madre de Laurel llega inesperadamente para "ayudar" a Laurel a luchar contra su padre, y Frank y Bonnie descubren un vínculo misterioso entre la madre de Laurel y tanto Wes como su asesino, Dominic. Mientras tanto, Annalise busca formas alternativas de ganar su demanda colectiva. El 3 de enero de 2018, se anunció un crossover con Scandal que se emitió el 1 de marzo de 2018.

### Temporada 5 (2018–19)
Después de la victoria de Annalise en la demanda colectiva en la Corte Suprema, ella y sus asociados buscan comenzar un nuevo capítulo en sus vidas. Annalise comienza a trabajar en Caplan & Gold para poder utilizar sus recursos para sus casos de demanda colectiva, mientras también trabaja en Middleton. Connor, Michaela, Asher y Laurel comienzan su tercer año en la facultad de derecho y un nuevo estudiante, Gabriel Maddox, se une al grupo en la clase de Annalise. Mientras tanto, Frank intenta descubrir la verdadera razón por la que Maddox vino a Middleton en primer lugar, y Asher se une a Bonnie en la oficina del fiscal del distrito mientras realiza una pasantía allí. Al mismo tiempo, Connor y Oliver también comienzan a planificar su boda, que se ve a través de nuevos flashforwards que revelan un nuevo asesinato cometido. La gobernadora Birkhead está detrás de la caza de brujas contra Annalise.

### Temporada 6 (2019–20)
Tras las desapariciones de Laurel y Christopher y la muerte de Emmett Crawford al final de la temporada anterior, Annalise se vuelve loca y desaparece, terminando en rehabilitación por culpa. Después de aceptar sus fechorías pasadas, regresa justo a tiempo para ayudar a los estudiantes que le quedan superar su último semestre en la facultad de derecho e intentar encontrar a Laurel y Christopher. Mientras tanto, Michaela, Connor y Asher continúan buscando a su amiga y a su hijo mientras se preparan para la graduación y el mundo real. Sin embargo, todo el mundo entra en alerta máxima cuando el FBI, a instancias del gobernador Birkhead, abre una investigación sobre Annalise, sus estudiantes y sus asociados, y cada asesinato y fechoría de las últimas seis temporadas salen a la luz, obligándolos a tomar decisiones drásticas para sobrevivir, lo cual cambiara sus vidas, sus relaciones y sus futuros.

## Reparto

### Principales
| Actor           | Personaje                          | Temporada  | Temporada  | Temporada | Temporada  | Temporada | Temporada |
| Actor           | Personaje                          | 1          | 2          | 3         | 4          | 5         | 6         |
| --------------- | ---------------------------------- | ---------- | ---------- | --------- | ---------- | --------- | --------- |
| Viola Davis     | Annalise Keating                   | Principal  | Principal  | Principal | Principal  | Principal | Principal |
| Billy Brown     | Nate Lahey                         | Principal  | Principal  | Principal | Principal  | Principal | Principal |
| Alfred Enoch    | Wes Gibbins / Christopher Castillo | Principal  | Principal  | Principal | Invitado   |           | Invitado  |
| Jack Falahee    | Connor Walsh                       | Principal  | Principal  | Principal | Principal  | Principal | Principal |
| Katie Findlay   | Rebecca Sutter                     | Principal  | Invitada   |           |            |           |           |
| Aja Naomi King  | Michaela Pratt                     | Principal  | Principal  | Principal | Principal  | Principal | Principal |
| Matt McGorry    | Asher Millstone                    | Principal  | Principal  | Principal | Principal  | Principal | Principal |
| Karla Souza     | Laurel Castillo                    | Principal  | Principal  | Principal | Principal  | Principal | Invitada  |
| Charlie Weber   | Frank Delfino                      | Principal  | Principal  | Principal | Principal  | Principal | Principal |
| Liza Weil       | Bonnie Winterbottom                | Principal  | Principal  | Principal | Principal  | Principal | Principal |
| Conrad Ricamora | Oliver Hampton                     | Recurrente | Recurrente | Principal | Principal  | Principal | Principal |
| Amirah Vann     | Tegan Price                        |            |            |           | Recurrente | Principal | Principal |
| Rome Flynn      | Gabriel Maddox                     |            |            |           | Invitado   | Principal | Principal |
| Timothy Hutton  | Emmett Crawford                    |            |            |           |            | Principal |           |

### Recurrentes
| Actor                  | Personaje                  | Temporada  | Temporada  | Temporada  | Temporada  | Temporada  | Temporada  |
| Actor                  | Personaje                  | 1          | 2          | 3          | 4          | 5          | 6          |
| ---------------------- | -------------------------- | ---------- | ---------- | ---------- | ---------- | ---------- | ---------- |
| Tom Verica             | Sam Keating                | Recurrente | Recurrente | Invitado   | Invitado   | Invitado   | Invitado   |
| Cicely Tyson           | Ophelia Harkness           | Invitado   | Invitado   | Invitado   | Invitado   | Invitado   | Invitado   |
| Megan West             | Lila Stangard              | Recurrente |            |            |            |            |            |
| Alysia Reiner          | Wendy Parks                | Recurrente |            |            |            |            |            |
| Lenny Platt            | Griffin O'Reilly           | Recurrente |            |            |            |            |            |
| Elliot Knight          | Aiden Walker               | Recurrente |            |            |            |            |            |
| Arjun Gupta            | Khan                       | Recurrente |            |            |            |            |            |
| Marcia Gay Harden      | Hannah Keating             | Recurrente |            |            |            |            |            |
| John Posey             | William Millstone          | Invitado   | Recurrente |            |            |            |            |
| Sarah Burns            | Emily Sinclair             | Invitado   | Recurrente |            |            |            |            |
| Esai Morales           | Jorge Castillo             | Invitado   |            | Invitado   | Recurrente |            | Invitado   |
| Jennifer Parsons       | Lydia Millstone            |            | Invitado   |            |            |            | Recurrente |
| Benito Martinez        | Fiscal Todd Denver         |            | Recurrente | Recurrente | Recurrente |            |            |
| Famke Janssen          | Eve Rothlo                 |            | Recurrente | Invitada   |            | Invitada   | Invitada   |
| Kendrick Sampson       | Caleb Hapstall             |            | Recurrente |            |            |            |            |
| Amy Okuda              | Catherine Hapstall         |            | Recurrente |            |            |            |            |
| Matt Cohen             | Levi Wescott               |            | Recurrente |            |            |            |            |
| Jefferson White        | Philip Jessup              |            | Recurrente |            |            |            |            |
| Issac Ryan Brown       | Christophe Edmond          |            | Recurrente | Invitado   |            |            |            |
| Kelsey Scott           | Rose Edmond                |            | Recurrente | Invitado   |            |            |            |
| Adam Arkin             | Wallace Mahoney            |            | Recurrente | Invitado   |            |            |            |
| Roxanne Hart           | Sylvia Mahoney             |            | Invitado   | Recurrente |            |            |            |
| Wilson Bethel          | Charles Mahoney            |            | Invitado   | Recurrente |            |            |            |
| Corbin Reid            | Meggy Travers              |            |            | Recurrente |            |            |            |
| Milauna Jackson        | Renee Atwood               |            |            | Recurrente |            |            |            |
| Matthew Risch          | Thomas                     |            |            | Recurrente |            |            |            |
| Dameon J. Clarke       | Detective John Mumford     |            |            | Recurrente |            |            |            |
| Gloria Garayua         | Detective Brianna Davis    |            |            | Recurrente |            |            |            |
| Behzad Dabu            | Simon Drake                |            |            | Recurrente | Recurrente |            |            |
| Lauren Vélez           | Soraya Hargrove            |            |            | Recurrente | Invitado   |            |            |
| L. Scott Caldwell      | Jasmine Bromelle           |            |            | Recurrente | Invitado   |            |            |
| Nicholas Gonzalez      | Dominic Flores             |            |            | Invitado   | Recurrente |            |            |
| Jimmy Smits            | Dr. Isaac Roa              |            |            |            | Recurrente |            |            |
| Kathryn Erbe           | Jacqueline Roa             |            |            |            | Recurrente |            |            |
| Lolita Davidovich      | Sandrine Castillo          |            |            |            | Recurrente |            |            |
| Glynn Turman           | Sr. Nathaniel Lahey        |            |            |            | Recurrente | Recurrente |            |
| John Hensley           | Ronald Miller              |            |            |            | Recurrente | Recurrente |            |
| Melinda Page Hamilton  | Claire Telesco             |            |            |            | Invitado   | Recurrente |            |
| Tamberla Perry         | Theresa Hoff               |            |            |            |            | Recurrente |            |
| Elizabeth Morton       | Julie Winterbottom         |            |            |            |            | Recurrente |            |
| Cynthia Stevenson      | Pam Walsh                  |            |            |            |            | Recurrente |            |
| Terrell Clayton        | Jeffrey Sykes              |            |            |            |            | Recurrente |            |
| Jessica Marie Garcia   | Rhonda Navarro             |            |            |            |            | Recurrente | Recurrente |
| Laura Innes            | Gobernadora Lynne Birkhead |            |            |            |            | Recurrente | Recurrente |
| William R. Moses       | Agente Lanford             |            |            |            |            | Recurrente | Recurrente |
| Gerardo Celesco        | Xavier Castillo            |            |            |            |            | Invitado   | Recurrente |
| Marsha Stephanie Blake | Vivian Maddox              |            |            |            |            |            | Recurrente |
| Jennifer Jalene        | Agente Avery Norris        |            |            |            |            |            | Recurrente |
| Cas Anvar              | Robert Hsieh               |            |            |            |            |            | Recurrente |
| Kelen Coleman          | Chloe Millstone            |            |            |            |            |            | Recurrente |

## Temporadas
| Temporada | Temporada | Episodios | Episodios | Emisión original         | Emisión original      | Posición | Audiencia promedio (en millones) |
| Temporada | Temporada | Episodios | Episodios | Primera emisión          | Última emisión        | Posición | Audiencia promedio (en millones) |
| --------- | --------- | --------- | --------- | ------------------------ | --------------------- | -------- | -------------------------------- |
|           | 1         | 15        | 15        | 25 de septiembre de 2014 | 26 de febrero de 2015 | 30       | 11.40                            |
|           | 2         | 15        | 15        | 24 de septiembre de 2015 | 17 de marzo de 2016   | 32       | 10.26                            |
|           | 3         | 15        | 15        | 22 de septiembre de 2016 | 23 de febrero de 2017 | 44       | 7.91                             |
|           | 4         | 15        | 15        | 28 de septiembre de 2017 | 15 de marzo de 2018   | 64       | 6.42                             |
|           | 5         | 15        | 15        | 27 de septiembre de 2018 | 28 de febrero de 2019 | 85       | 5.15                             |
|           | 6         | 15        | 15        | 26 de septiembre de 2019 | 14 de mayo de 2020    | 84       | 4.27                             |

## Producción

### Desarrollo
El 19 de agosto de 2013, ABC compró el concepto original de ShondaLand Productions, producido por Shonda Rhimes y Betsy Beers. El guion para el episodio piloto fue escrito por Peter Nowalk, supervisor de producción de Grey's Anatomy. ABC ordenó un piloto el 19 de diciembre de 2013, que fue filmado en Filadelfia, Pensilvania y en Collegeville, Pensilvania en la Ursinus College; fue dirigido por Michael Offer. El 8 de mayo de 2014, ABC seleccionó el piloto para desarrollar una serie para la temporada 2014-15.

### Casting
El 31 de enero de 2014, Matt McGorry fue elegido para interpretar a Asher Millstone, mientras que el 6 de febrero, Aja Naomi King fue seleccionada como Michaela Pratt y el 12 de febrero Jack Falahee, Alfred Enoch y Karla Souza fueron anunciados como parte del elenco principal en los papeles de Connor Walsh, Wes Gibbins y Laurel Castillo, respectivamente. El 24 de febrero Charlie Weber fue seleccionado para dar vida a Frank Delfino, un profresor asociado a Annalise Keating. El 25 de febrero, se dio a conocer que Viola Davis fue contratada para interpretar a Annalise Keating, protagonista de la historia. Dos días después, Liza Weil fue elegida para interpretar a Bonnie Winterbottom, una profesora asociada de Keating. El 3 de marzo, Katie Findlay fue anunciada como la intérprete de Rebecca y Billy Brown como Nate Leahy, un detective que tiene un romance con Keating. El 10 de marzo, Tom Verica fue anunciado para interpretar a Sam, esposo de Annalise y profesor de psicología. En noviembre de 2014 se informó que Marcia Gay Harden fue contratada para dar vida a Hannah Keating un personaje recurrente a partir de la segunda mitad de temporada (hermana de Sam el esposo de Annalise). Así mismo, Cicely Tyson fue contratada para ser la madre de Annalise.

## Recepción

### Recepción de la crítica
La serie recibió críticas generalmente positivas, con la mayoría de los críticos alabando la actuación de Davis. En Rotten Tomatoes, How to Get Away with Murder tiene una calificación de 83 % basado en 46 críticas. Metacritic le otorgó a la serie una calificación de 68 sobre 100 basado en 30 críticas.
Amber Dowling de IGN calificó al episodio piloto como grandioso otorgándole una puntuación de 8.0, comentando: "Si a usted le gustan los seriales televisivos con un tono oscuro y ritmo intenso, entonces le bastará. Al igual que con la mayoría de los dramas legales, tendrá que suspender la realidad con el fin de aceptar la forma en que algunas de las coincidencias se despliegan, pero si se toma de buena manera, entonces será entretenido. Viola Davis es la razón número 1 para ver, pero éste es también el papel que podría poner a Alfred Enoch en el mapa de Hollywood. La mayoría de los personajes son moralmente ambiguos, hambrientos y egoístas, pero no se disculpan por ser de esa manera, lo que los hace mucho más interesantes y divertidos de ver".

### Recepción del público
En Estados Unidos, el episodio piloto y estreno de la serie fue visto por 14.34 millones de espectadores, recibiendo 3.9 millones entre los espectadores entre 18-49 años, de acuerdo con Nielsen Media Research.

## Premios y nominaciones
| Año  | Premio                                | Categoría                                            | Nominados                                                 | Resultado | Ref.   |
| ---- | ------------------------------------- | ---------------------------------------------------- | --------------------------------------------------------- | --------- | ------ |
| 2014 | American Film Institute Awards        | Programa de televisión del año                       | Programa de televisión del año                            | Ganador   | [ 33 ] |
| 2014 | TV Guide Award                        | Nuevo show de televisión favorito                    | Nuevo show de televisión favorito                         | Nominado  |        |
| 2015 | BET Awards                            | Mejor actriz                                         | Viola Davis                                               | Nominado  | [ 34 ] |
| 2015 | 5th Critics' Choice Television Awards | Mejor actriz en serie de drama                       | Viola Davis                                               | Nominado  | [ 35 ] |
| 2015 | 5th Critics' Choice Television Awards | Mejor Estrella Invitada en Serie de Drama            | Cicely Tyson                                              | Nominado  | [ 35 ] |
| 2015 | EWwy Award                            | Mejor serie de drama                                 | Mejor serie de drama                                      | Nominado  | [ 36 ] |
| 2015 | GALECA Award                          | Serie de televisión de drama del año                 | Serie de televisión de drama del año                      | Nominado  | [ 37 ] |
| 2015 | GALECA Award                          | Mejor actuación del año - Actriz                     | Viola Davis                                               | Nominado  | [ 37 ] |
| 2015 | 26th GLAAD Media Awards               | Mejor serie de drama                                 | Mejor serie de drama                                      | Ganador   | [ 38 ] |
| 2015 | 72nd Golden Globe Awards              | Mejor actriz en una serie de televisión - Drama      | Viola Davis                                               | Nominado  | [ 39 ] |
| 2015 | 46th NAACP Image Awards               | Mejor serie de drama                                 | Mejor serie de drama                                      | Ganador   | [ 40 ] |
| 2015 | 46th NAACP Image Awards               | Mejor actriz en una serie dramática                  | Viola Davis                                               | Ganador   | [ 40 ] |
| 2015 | 46th NAACP Image Awards               | Mejor actriz de reparto en una serie dramática       | Aja Naomi King                                            | Nominado  | [ 40 ] |
| 2015 | 46th NAACP Image Awards               | Mejor actor de reparto en una serie dramática        | Alfred Enoch                                              | Nominado  | [ 40 ] |
| 2015 | 46th NAACP Image Awards               | Mejor escritor para una serie dramática              | Erika Green Swafford ("Let's Get to Scooping")            | Ganador   | [ 40 ] |
| 2015 | OFTA Television Award                 | Mejor actriz en una serie de drama                   | Viola Davis                                               | Nominado  | [ 41 ] |
| 2015 | 41st People's Choice Awards           | Nuevo Drama de TV Favorito                           | Nuevo Drama de TV Favorito                                | Nominado  | [ 42 ] |
| 2015 | 41st People's Choice Awards           | Actriz favorita en una nueva serie de TV             | Viola Davis                                               | Ganador   | [ 42 ] |
| 2015 | 67th Primetime Emmy Awards            | Mejor actriz principal en una serie dramática        | Viola Davis                                               | Ganador   | [ 43 ] |
| 2015 | 67th Primetime Emmy Awards            | Mejor actriz invitada en una serie dramática         | Cicely Tyson                                              | Nominado  | [ 43 ] |
| 2015 | 21st Screen Actors Guild Awards       | Mejor actriz en una serie dramática                  | Viola Davis                                               | Ganador   | [ 44 ] |
| 2015 | 31st TCA Awards                       | Logro individual en el drama                         | Viola Davis                                               | Nominado  | [ 45 ] |
| 2016 | 31st Artios Awards                    | Casting, Televisión Piloto: Drama                    | Linda Lowy, Diane Heery, Jason Loftus, Jamie Castro       | Nominado  | [ 46 ] |
| 2016 | 6th Critics' Choice Television Awards | Mejor actriz en una serie dramática                  | Viola Davis                                               | Nominado  | [ 47 ] |
| 2016 | 73rd Golden Globe Awards              | Mejor actriz en una serie de televisión - Drama      | Viola Davis                                               | Nominado  | [ 48 ] |
| 2016 | 47th NAACP Image Awards               | Mejor serie de drama                                 | Mejor serie de drama                                      | Nominado  | [ 49 ] |
| 2016 | 47th NAACP Image Awards               | Artista del Año                                      | Viola Davis                                               | Nominado  | [ 49 ] |
| 2016 | 47th NAACP Image Awards               | Mejor actriz en una serie dramática                  | Viola Davis                                               | Nominado  | [ 49 ] |
| 2016 | 47th NAACP Image Awards               | Mejor actriz de reparto en una serie dramática       | Cicely Tyson                                              | Nominado  | [ 49 ] |
| 2016 | 47th NAACP Image Awards               | Mejor actor de reparto en una serie dramática        | Alfred Enoch                                              | Nominado  | [ 49 ] |
| 2016 | 47th NAACP Image Awards               | Mejor escritor para una serie dramática              | Erika Green Swafford, Doug Stockstill ("Mama's Here Now") | Nominado  | [ 49 ] |
| 2016 | 42nd People's Choice Awards           | Red de TV favorita Drama                             | Red de TV favorita Drama                                  | Nominado  | [ 50 ] |
| 2016 | 42nd People's Choice Awards           | Actriz de televisión dramática favorita              | Viola Davis                                               | Nominado  | [ 50 ] |
| 2016 | 22nd Screen Actors Guild Awards       | Mejor actuación de una actriz en una serie dramática | Viola Davis                                               | Ganador   | [ 51 ] |
| 2016 | 27th GLAAD Media Awards               | Mejor serie de drama                                 | Mejor serie de drama                                      | Nominado  | [ 52 ] |
| 2016 | Gold Derby Awards                     | Mejor actriz de drama                                | Viola Davis                                               | Nominado  | [ 53 ] |
| 2016 | Gold Derby Awards                     | Mejor actriz invitada de drama                       | Famke Janssen                                             | Nominado  | [ 53 ] |
| 2016 | 68th Primetime Emmy Awards            | Mejor actriz principal en una serie dramática        | Viola Davis                                               | Nominado  | [ 54 ] |
| 2017 | 69th Primetime Emmy Awards            | Mejor actriz principal en una serie dramática        | Viola Davis                                               | Nominado  | [ 55 ] |
| 2017 | 69th Primetime Emmy Awards            | Mejor actriz invitada en una serie dramática         | Cicely Tyson                                              | Nominado  | [ 55 ] |
| 2018 | 70th Primetime Emmy Awards            | Mejor actriz invitada en una serie dramática         | Cicely Tyson                                              | Nominado  | [ 55 ] |
| 2019 | 71th Primetime Emmy Awards            | Mejor actriz invitada en una serie dramática         | Cicely Tyson                                              | Nominado  | [ 56 ] |
| 2019 | 71th Primetime Emmy Awards            | Mejor actriz principal en una serie dramática        | Viola Davis                                               | Nominado  | [ 56 ] |
| 2019 | 71th Primetime Emmy Awards            | Mejor actor invitado en una serie dramática          | Glynn Turman                                              | Nominado  | [ 56 ] |